# 울산삼일고등학교
울산삼일고등학교(蔚山三一高等學校)는 울산광역시 남구 선암동에 위치한 사립 고등학교이다.

## 학교 연혁
- 1989년 7월 7일 : 삼일여자고등학교 설립 인가(초대 민영봉 이사장 취임)
- 1993년 1월 19일 : 초대 문의식 교장 취임
- 1993년 3월 8일 : 개교 제1회 (10학급 490명)
- 1996년 2월 14일 : 제1회 졸업식 (473명)
- 1996년 10월 7일 : 동편 다목적특별실 신축 완공(지하1층,지상1,2층) (체력단련실, 회의실, 어학실)
- 1999년 11월 23일 : 역도부 창단
- 1999년 12월 13일 : 다목적특별실 증축 완공(지상3,4,5층) (컴퓨터실, 무용실, 음악실)
- 2002년 2월 20일 : 별관 2층 (과학실 4칸)
- 2003년 12월 30일 : 서편 교실 증축(1층~5층) (보통교실 10칸)
- 2004년 9월 16일 : 체육관(다목적강당) 증축(3,4층)
- 2013년 3월 4일 : 교과교실제 리모델링 (수학실)
- 2014년 3월 9일 : 운동장 천연잔디 및 트랙 설치 조성
- 2016년 5월 5일 : 학교 명상숲 ‘더林’ 조성
- 2017년 6월 13일 : 삼일관 준공식
- 2019년 6월 12일 : 무한상상실 구축
- 2022년 3월 1일 : 제10대 김태형 교장 취임
- 2023년 1월 17일 : 학교법인명 변경 LCM교육문화재단
- 2023년 1월 17일 : 제4대 이병흥 이사장 취임
- 2023년 2월 7일 : 제28회 졸업식(142명, 총 졸업생 10,899명)
- 2024년 8월 13일 : 학교명 변경 삼일여자고등학교 → 울산삼일고등학교(남녀공학)

## 참고 자료
- 울산삼일고등학교 - 한국교육학술정보원 학교알리미